# Narcy (Nièvre)
Narcy é uma comuna francesa na região administrativa de Borgonha-Franco-Condado, no departamento Nièvre. Estende-se por uma área de 29,94 km². Em 2010 a comuna tinha 500 habitantes (densidade: 16,7 hab./km²).